# Bnext
Bnext es una fintech española especializada en servicios de pago y financieros completamente en línea, que ofrece productos de terceros. Se lanzó al público el 30 de marzo de 2017. No tenía licencia bancaria, ya que no realizaba actividades que necesitasen tenerla, hasta febrero de 2020, cuando el Banco de España le concedió la licencia como entidad de dinero electrónico.

## Historia
La empresa nació como una start up, creada por los madrileños Guillermo Vicandi y Juan Antonio Rullán de la Mata con el desarrollo inicial de una aplicación en septiembre de 2016. En febrero de 2017 fue seleccionada por la aceleradora de start ups estadounidense Plug and Play Tech Center, para realizar poco después una ronda de financiación colectiva en Crowdcube en la que obtuvo 300.000 euros para su expansión. Se la encuadra dentro del sector de los denominados neobancos o bancos directos, siguiendo el modelo de nuevas entidades surgidas en el Reino Unido como Monzo Bank o Revolut.
En julio de 2018, culminó su segunda ronda de financiación, consiguiendo captar 1 500 000 euros. En ese momento, contaba con 20.000 clientes activos.
En enero de 2019, la empresa conseguía un hito al llegar a los 100 000 clientes, lo que suponía un crecimiento del 400 % en medio año. En febrero del mismo año, Bnext fue elegida como la mejor fintech española del año 2018 por la comunidad financiera Rankia
A finales de abril de 2019, la compañía publicó que su base de usuarios activos ya ascendía a 180 000, lo que suponía un crecimiento del 800 % respecto a julio del año anterior.

## Modelo de Marketplace
Bnext nació con un modelo de marketplace financiero pionero en España, configurándose como una plataforma app que, de manera neutral, pone en contacto a potenciales compradores con vendedores de distintas categorías o verticales.